# Zaragoza, Zapotitlán
Zaragoza är en ort i Mexiko.   Den ligger i kommunen Zapotitlán och delstaten Puebla, i den sydöstra delen av landet, 220 km sydost om huvudstaden Mexico City. Zaragoza ligger 1 842 meter över havet och antalet invånare är 351.
Terrängen runt Zaragoza är kuperad. Runt Zaragoza är det glesbefolkat, med 9 invånare per kvadratkilometer. Närmaste större samhälle är San Gabriel Chilac, 17,7 km nordost om Zaragoza. Trakten runt Zaragoza består i huvudsak av gräsmarker.